# Trudering-Riem

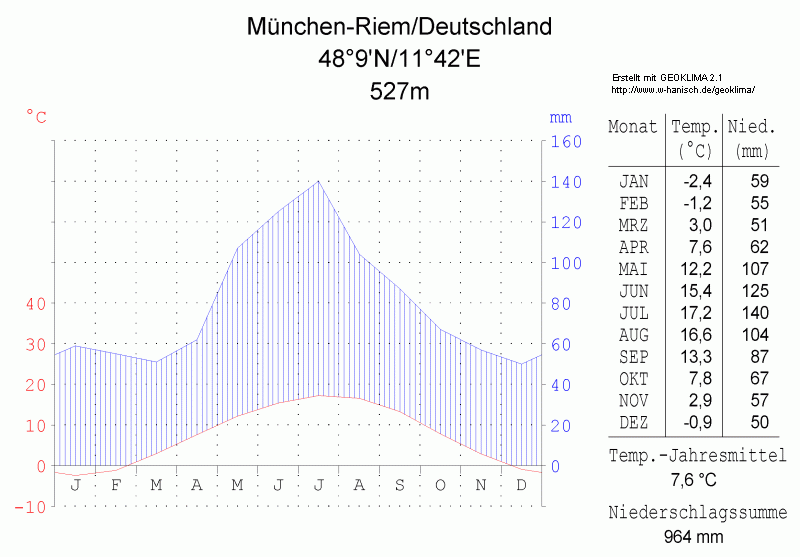
Klimadiagramm von München-Riem.

Trudering-Riem ist der Stadtbezirk 15 der bayerischen Landeshauptstadt München.

## Lage und Gliederung

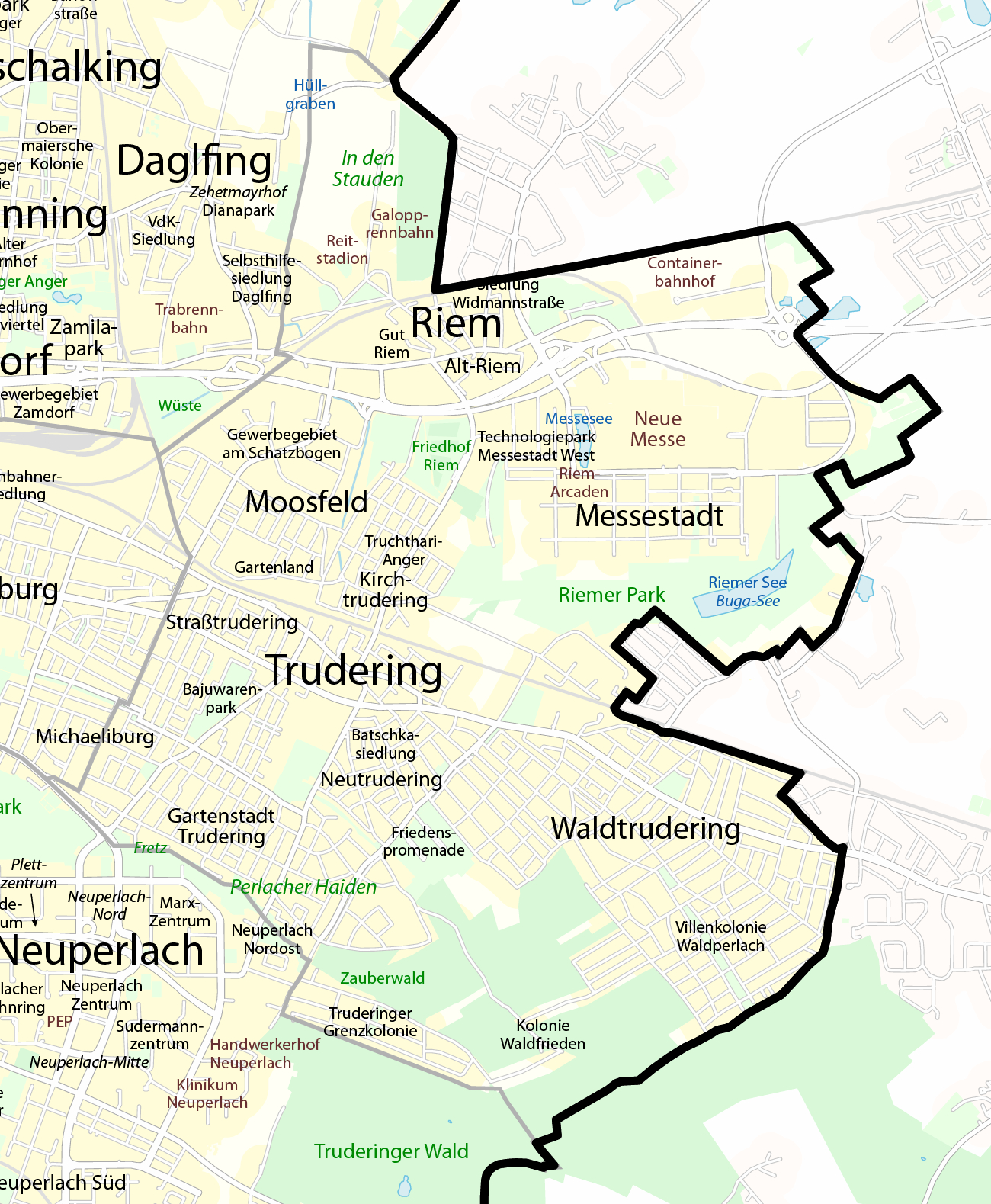
Unterbezirke, Stadtviertel und angrenzende Bezirke des Stadtbezirkes 15 in München

Der Stadtbezirk umfasst den östlichen Bereich Münchens. Im Westen grenzt er an die Stadtbezirke Berg am Laim und Bogenhausen, im Süden an den Stadtbezirk Ramersdorf-Perlach, im Norden an Johanneskirchen und im Osten an die Gemeinden Aschheim, Feldkirchen, Haar und Putzbrunn (alle im Landkreis München).
Es existieren folgende Unterbezirke:
- Am Moosfeld
- Gartenstadt Trudering
- Kirchtrudering
- Messestadt Riem
- Neutrudering
- Riem
- Straßtrudering
- Waldtrudering

Der alte Ortskern von Riem liegt um die Kirche St. Martin am Martin-Empl-Ring. Der alte Ortskern von Kirchtrudering liegt um die Pfarrkirche St. Peter und Paul in der Kirchtruderinger Straße, der von Straßtrudering an der Kreuzung der Truderinger Straße mit der Bajuwarenstraße.

## Geschichte

### Geschichte Truderings
Die älteste schriftliche Erwähnung fand Trudering 772 als Truhtheringa. Die Bezeichnung wird auf den Eigennamen eines Sippenoberhauptes Truhtheri oder Drudheri (in anderen Quellen Truchteri) zurückgeführt.

#### Frühgeschichte
Schon während der Steinzeit war Trudering bewohnt. Grund der relativ frühen Besiedlung dürfte der Wasserreichtum der Gegend gewesen sein. Ein Steinbeil, das man an der Truderinger Bahnstrecke gefunden hat, wurde auf über 5000 Jahre geschätzt.
Beim Bau des Flughafens München-Riem wurden 600 Meter nördlich der Gronsdorfer Kirche zwei hallstattzeitliche Grabhügel gefunden. Am Truchthari-Anger, ebenfalls in Nähe des Martin-Empl-Rings, wurden im Sommer 1999 bei Versuchsgrabungen ein Urnenfeld aus der Hallstattzeit, die Reste einer Siedlung aus der La-Tène-Zeit (und ein Brennofen aus der Römerzeit) entdeckt. Unter den über tausend entdeckten Fundstücken ist ein keltisches Grab mit relativ gut erhaltenem Skelett mit Bronzeschwert und Geschirrbeigaben archäologisch am wertvollsten. Teile dieser Ausgrabungen sind im Museum für Vor- und Frühgeschichte der archäologischen Staatssammlung in München zu sehen.
Ende 2000 wurde eine frühlaténezeitliche Siedlung an der Haffstraße ausgegraben.
Durch Luftbildarchäologie konnten im Juni 1980 nördlich des Riemer Flughafens die Spuren eines vergangenen größeren Holzbaus lokalisiert werden. Bei dem rund 25 Meter langen und gut zehn Meter breiten, von einem Säulenumgang eingefassten Bau handelte es sich wahrscheinlich um einen römischen Gutshof.
Eines der größten frühgeschichtlichen Gräberfelder im Münchner Umland wurde im August 1955 südlich des Martin-Empl-Rings in der Nähe des Rappenwegs im neuen Messegebiet gefunden und vom Amt für Denkmalpflege systematisch freigelegt. Es handelte sich um etwa 100 bescheiden ausgestattete Gräber aus dem 7. Jahrhundert. Die erhaltenen Gegenstände wie Ohrringe, Gürtelschließen und anderer Schmuck, Messer und weitere kleine Objekte deuten auf bäuerliche Siedler hin. Ein Skelett hatte die Reste eines Sax in der Armbeuge. Auch Überreste von Helmen und Lanzen waren in einigen Gräbern zu finden.

#### Um 500 – Ansiedlung des „Truchtaro“
Möglicherweise um das Jahr 500 siedelte sich ein Bauer und Sippenführer namens „Truchtaro“ oder ähnlich samt seiner Sippe, Knechte und Mägde im Gebiet von Trudering an. Zu dieser Zeit lebten hier noch Bären und Wölfe in waldiger Umgebung (Sträucher-, Birken- und Eichenhaine). Truchtaro war wahrscheinlich Gefolgsmann eines Feudalherrn, eine Verbindung zu dem adligen Grundherrn Fagana wird vermutet. Die Adelsfamilie Fagana war eine der einflussreichsten Herrscherfamilien im Bayern der Frühzeit und wird im Lex Baiuvariorum ausdrücklich erwähnt. Wo Truchtaros Hof stand, konnte noch nicht eindeutig geklärt werden. Nach umfangreichen Untersuchungen kommt als erste Siedlungsstätte am ehesten der Zehentbauerhof in Kirchtrudering in Frage. Als die Sippe des Truchtaro wuchs, gab es sicher Kontakte zu anderen Sippen, die sich in der Umgebung niederließen, und wahrscheinlich auch mit der ‚Urbevölkerung‘. So entstand aus der Ansiedlung des Truchtaro nach und nach ein Dorf, das die Leute nach dem ersten Siedler Truhtheringa, Truchteringa oder ähnlich nannten, was sich bis heute zu Trudering gewandelt hat. Truchteringa befand sich nicht allzu weit südlich von zwei wichtigen Herzogshöfen, nämlich Oberföhring mit dem Isarübergang und Aschheim, wo Herzog Tassilo III. 756/57 die erste bayrische Landessynode und den ersten bayrischen Landtag abhielt.

#### Die Schenkungsurkunde des Hiltiprant
Aus dem Jahre 772 stammt die älteste bekannte und erhaltene schriftliche Erwähnung des Ortes Trudering in einer Schenkungsurkunde. Die Urkunde bezeugt, dass ein gewisser Hiltiprant Ländereien in Truhtheringa, die er lehnsweise von dem mit ihm verwandten letzten Agilolfinger-Herzog Tassilo III. erhalten hatte, dem Bistum Freising vermachte. Die Übersetzung des in Latein verfassten Schriftstückes lautet:
Im Namen Christi! Ich, Hiltiprant, stürzte meiner Sünden wegen, als ich unvorsichtig ritt, vom Pferd. Dabei zog ich mir einen Schädelbruch zu, so dass mich die Ärzte aufgaben. Von Schmerzen gepeinigt lag ich darnieder. Diese Leiden trieben mich dazu, meinen Herren, den durchlauchtigsten Herzog Herrn Tasillo, zu bitten, mir zu erlauben, etwas von dem mir lehnsweise überlassenen Gütern an die Kirche zu schenken. Herzog Tasillo stimmte eingedenk unserer Blutsverwandtschaft und in Abwägung meiner großen Verdienste in hochherziger Güte meiner Bitte zu. Ich hatte bisher die Ländereien, die ich als Belohnung für meine Verdienste erhielt, rechtmäßig genutzt. Sie liegen im Gebiet Truhtheringa […] Die Schenkung verfasst sich wie folgt: Die oben erwähnten Ländereien mit Leibeigenen, Höfen, Gebäuden, Wiesen, Weiden, Wäldern, Wasserläufen und allem, was zum Lehen gehört und dessen Gerechtsame unterliegt, habe ich der Kirche der reinen und unbefleckten Jungfrau Maria und Grabesstätte des Bekenners Christi, Korbinian, zu Freising übertragen und übereignet. Diese Schenkung war im Sinne meines durchlauchtigsten Herzogs. Sie soll Buße für meine Sünden sein. Dies ist in Anwesenheit des Bischofs Arbeo […] geschehen, damit ich durch meine Gabe bei dem gütigen Herrn, unsrem gnädigen Gott, in großer Maße verdiene, Verzeihung zu erlangen […] Dies geschah zu Freising im 25. Jahr der Regierung des Herrn Tassilo, unseres erlauchtigsten Herzogs, am Gerichtstag in den Iden des Septembers. Ich, Sundarheri, habe auf Befehl des Bischofs Arbeo diese Schenkungsurkunde geschrieben und Zeugen haben sie bestätigt.
Diese Schenkung und Beurkundung wurde durch Unterschriften mehrerer Adeliger bezeugt, wie etwa Ratolt, Popo, und Situli, die dem Geschlecht der Huosi zugeordnet werden können. Diese Adeligen stehen auch selbst im Zusammenhang mit der Gründung oder Erstnennung von Ortschaften, etwa Bogenhausen von Poponen, die Situli begründeten Freimann, die Ratolte gehören ebenfalls der Gründersippe von Freimann sowie des benachbarten Gronsdorf an. Trotz der großzügigen Schenkung Hiltiprants an die Kirche blieben weite Teile Truderings in adeliger Grundherrschaft.

#### Die edle Frau Uta und die Uta-Sage
Eine andere wichtige Gründungsperson ist die edle Frau Uta.
Zwischen 1080 und 1090 übereignete die edle Frau Uta große Teile Truderings an die Kirche. Diese Urkunde ist nur in Drittschrift vorhanden. Dieses Ereignis zog schon bald mehrere Geschichten und Sagen nach sich.
Von Uta, welche ihr Land (550 Tagwerk Ackerland) an die Kirche in Trudering vergab, ist kaum etwas bekannt. Noch bis ins 20. Jahrhundert sollen, eingedenk der großherzigen Stiftung, die Truderinger allsonntäglich der hohen Frau gedacht und am Jahrestag für das Heil ihrer Seele gebetet haben. Damit die Leute umso freudiger am Gedächtnisgottesdienst teilnahmen, sollte ihnen eine Brotspende gereicht werden.
Eine Sage ist die in mehreren Abwandlungen bekannte Uta-Sage, in welcher Utas Mann ein gemeiner Ritter ist (oft Cuno mit Namen), der seine Leibeigenen schindet, wo er kann. Seine Frau wiederum hat Mitleid und versucht heimlich, das Unrecht, das ihr Gatte begeht, ein wenig zu mildern, indem sie Brot, Eier und Schinken aus dem Schloss an die Kranken und Hungernden vergibt. Eines Tages jedoch, als sie zum Schloss zurückkommt, sieht sie, wie das Schloss urplötzlich mit lautem Grollen von der Erde verschluckt wird – samt dem herzlosen Ritter Cuno.
Dieses Loch nannte man seitdem die Uta-Höhle. Die Senke gab bzw. gibt es tatsächlich. Das Eigentümliche an der Senke (ca. fünf Meter) war, dass die oberen Erdschichten die gleichen wie die in der Umgebung waren. Es sah also so aus, dass tief unten der Boden eingesunken war und die oberen Erdschichten mit nach unten genommen hat. Die Bauern aus der Umgebung erzählten sich von einem Schloss und einem schlimmen Ritter, dessen Schreckensherrschaft ein entsetzliches Ende erfuhr.
Der Grund und Boden aus der Utaischen Schenkung an die Truderinger Kirche wurde von dieser an Bauern verpachtet, die dafür Abgaben zu leisten hatten. Die Kirche in Trudering ist erstmals in der Utaischen Schenkung (um 1085) erwähnt.
Ursprünglich wurde die Kirche im gotischen Stil gebaut. Der erste namentlich bekannte Ortsgeistliche, dessen Grabstein noch erhalten ist, hieß Haring (1474). Keine 20 Meter neben der Kirche beginnt der zur Entwässerung angelegte Truderinger Hüllgraben.

#### Trudering vom Mittelalter bis zur Neuzeit

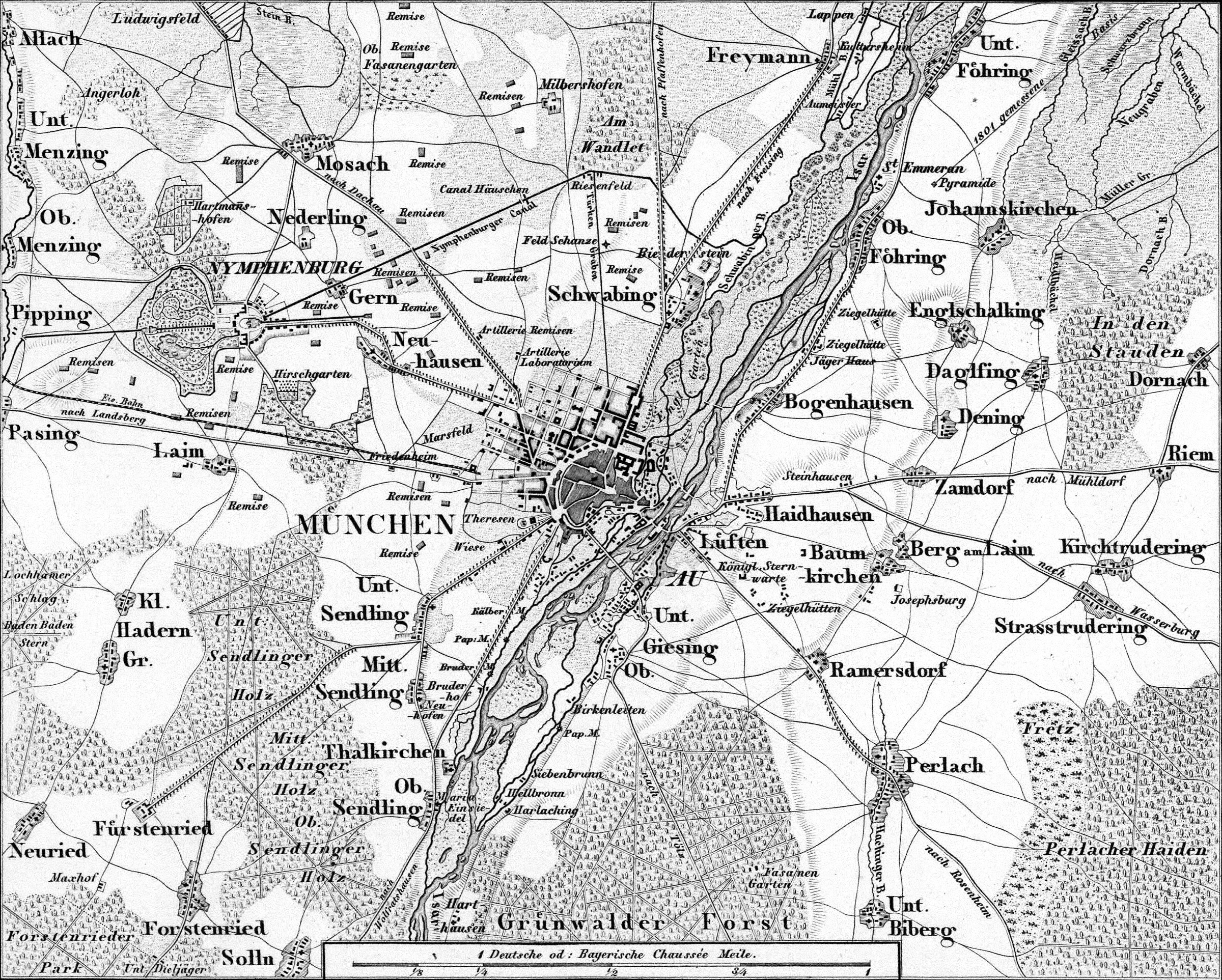
Trudering und Riem auf einer Karte von 1858

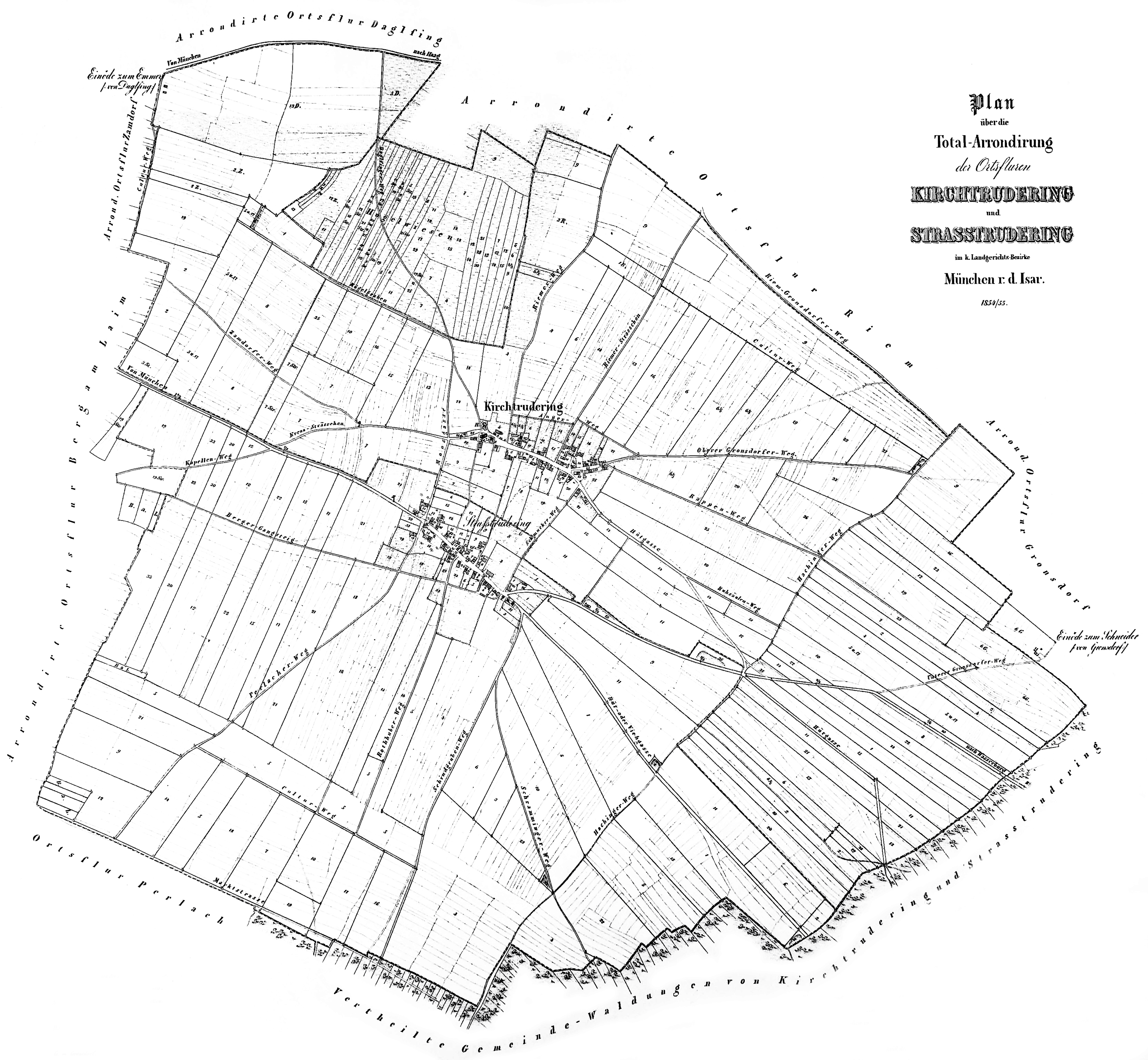
Truderinger Ortsfluren-Karte von 1854/55

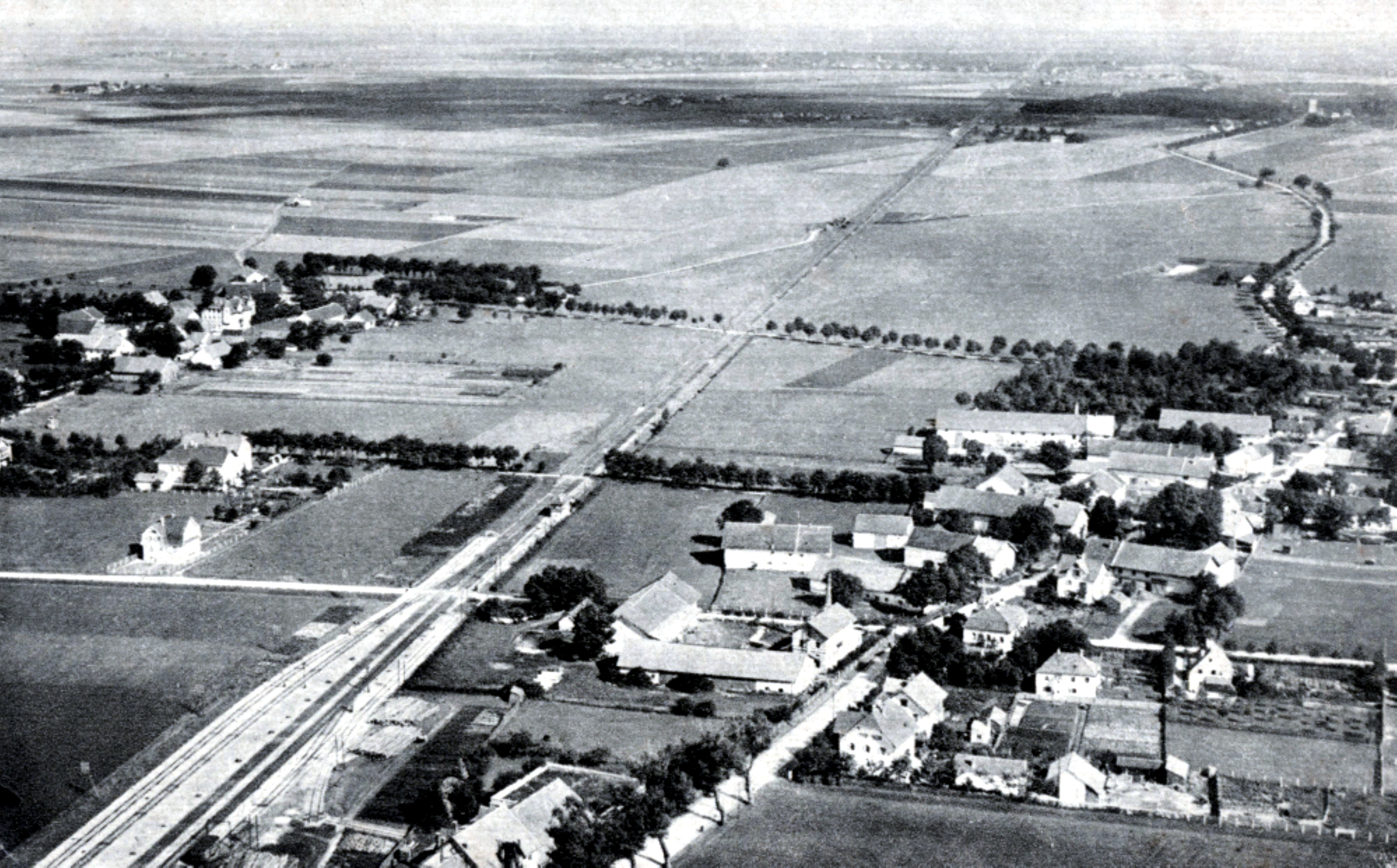
Luftbild von Straßtrudering (vorne rechts) und Kirchtrudering-Ost (hinten links), nach 1900

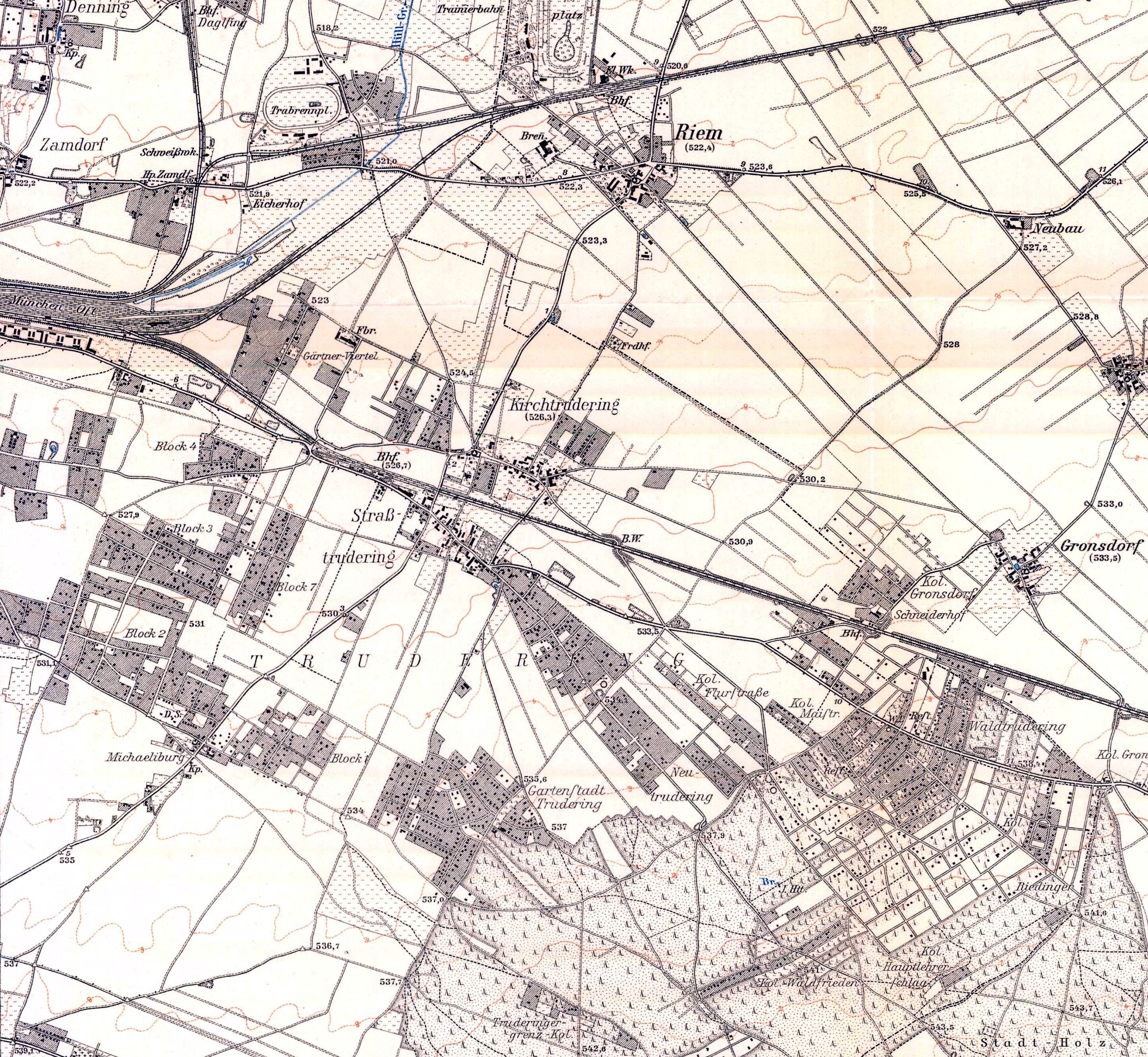
Trudering, Messtischblatt-Ausschnitt von 1933

Im 12. und 13. Jahrhundert wuchsen die beiden frühmittelalterlichen Siedlungskerne Kirch- und Straßtrudering als Doppeldorf zusammen. Immer mehr geriet Trudering auch in das Interessenfeld des Münchner Bürgertums.
Mit der Münchner Geschichte ist Trudering von Anbeginn stark verbunden, da durch Münchens Gründung 1158 die wichtige Salzstraße von Wasserburg am Inn bzw. Reichenhall/Salzburg über Truderinger Gebiet führte. Viele privilegierte Patrizier kauften nicht nur, sondern erhielten Lehen in Trudering, so z. B. Ulrich Ragausch im Jahre 1352.
Mit einer Ausnahme, einem großen Grund in Kirchtrudering, welcher wohl mit zum Kern der bajuwarischen Erstbesiedlung des 6. Jahrhunderts gehört, wurden die Gebiete der Hiltiprant-Schenkung häufig verschenkt, vertauscht oder verkauft.
In den nächsten Jahrhunderten erlebten die Truderinger Bürger ein ständiges Auf und Ab.
Katastrophen, Pestepidemien und der Dreißigjährige Krieg bringen Trudering im 16. und 17. Jahrhundert mehrmals an den Rand des gänzlichen Zusammenbruchs.
Die Gemeindebildung erfolgte 1818 (aus Kirch- und Straßtrudering bestehend). Anfang des 20. Jahrhunderts entstanden diverse Siedlungen auf dem Gemeindegebiet, so die Gartenstadt Trudering, Waldtrudering und Neu-Trudering. Die Eingemeindung nach München erfolgte am 1. April 1932; der letzte Bürgermeister Truderings war Michael Keller.
Die Nähe zur Natur im Stadtbezirk wurde lange Zeit durch Fluglärm beeinträchtigt, da der frühere Flughafen München-Riem mitten zwischen Riem und Trudering lag. Trudering war auch von mehreren Flugzeugabstürzen betroffen. Der folgenschwerste ereignete sich am 6. Februar 1958, als der British-European-Airways-Flug 609 mit der Fußballmannschaft von Manchester United an Bord nach einem missglückten Start am Ortsrand von Trudering abstürzte. Von den 44 an Bord befindlichen Personen kamen 23 ums Leben, die anderen 21 wurden verletzt. Zu viel Schnee auf der Startbahn hatte verhindert, dass die Propellermaschine genügend Geschwindigkeit aufnehmen konnte, um sicher abzuheben. An der Absturzstelle befindet sich seit dem Jahr 2004 ein Gedenkstein.
Bei einem Flugzeugabsturz am 11. August 1987 kamen neun Menschen ums Leben. Ein zweimotoriges Kleinflugzeug stürzte auf der Wasserburger Landstraße auf Höhe Nikolaus-Prugger-Weg ab, streifte einen Linienbus der Stadtwerke München. Dieser und das benachbarte Schnellrestaurant wurden total zerstört. 1989 stürzte eine weitere Maschine auf ein Wohnhaus, beide Piloten kamen ums Leben. Der Flughafen wurde am 16. Mai 1992 geschlossen.
Sieben Jahre nach dem letzten Flugzeugabsturz ereignete sich nur wenige hundert Meter von der Unfallstelle entfernt am 20. September 1994 ein Busunglück in Trudering, als beim Bau des neuen U-Bahnhofes Trudering die unfertige Tunneldecke am Bahnhof durch Wassereinbruch nachgab und ein Linienbus rückwärts in die Tiefe stürzte. Ein Gedenkstein am Busbahnhof des Truderinger Bahnhofs erinnert heute an die drei Todesopfer (zwei Fahrgäste und ein Bauarbeiter, der noch versucht hatte, den Busfahrer zu warnen).
Am 29. Mai 1999 eröffnete die neue U-Bahn von der Innenstadt zum neuen Messegelände.
Der Schatzbogen – eine wichtige Verbindungsstraße in Trudering – wurde benannt nach Baumeister Hans Schatz (1872–1970), der von 1919 bis 1923 Bürgermeister von Trudering war.
Trudering gilt heute als ein gehobenes Wohnviertel Münchens und seine Bewohner als gut situiert. So haben 14,9 Prozent der Truderinger Haushalte ein Nettoeinkommen von 7500 € und mehr; die durchschnittliche Kaufkraft der Haushalte (28.731 Euro pro Stadtteilbewohner und Jahr) ist die höchste Münchens. Darüber hinaus zählt Waldtrudering zu den teuersten Wohnlagen Münchens.
Im Unterschied zu den angrenzenden Bereichen Messestadt Riem und Neuperlach hat Trudering durch seine vielen Einfamilienhäuser, den gepflegten kleineren Wohnanlagen und einen intakten „Dorfkern“ seinen kleinstädtischen Charakter erhalten. Ausnahmen bilden hier nur die Großbauprojekte an der Friedenspromenade zwischen Gartenstadt- und Waldtrudering sowie die Siedlung an der Bajuwarenstraße. Diese sind geprägt von Mehrgeschossbauten und durchmischt in Hinblick auf soziale Schichten.
Das Selbstbewusstsein der (Alt-)Einwohner spiegelt sich auch im Selbstverständnis Truderings wider. So schmückt etwa den Kirchtruderinger Maibaum seit Jahrzehnten der Ausspruch „Mir sama Leit. Mir ham a Schneid. Mir ham a Geld. Drum san ma g’stellt“.

### Geschichte Riems

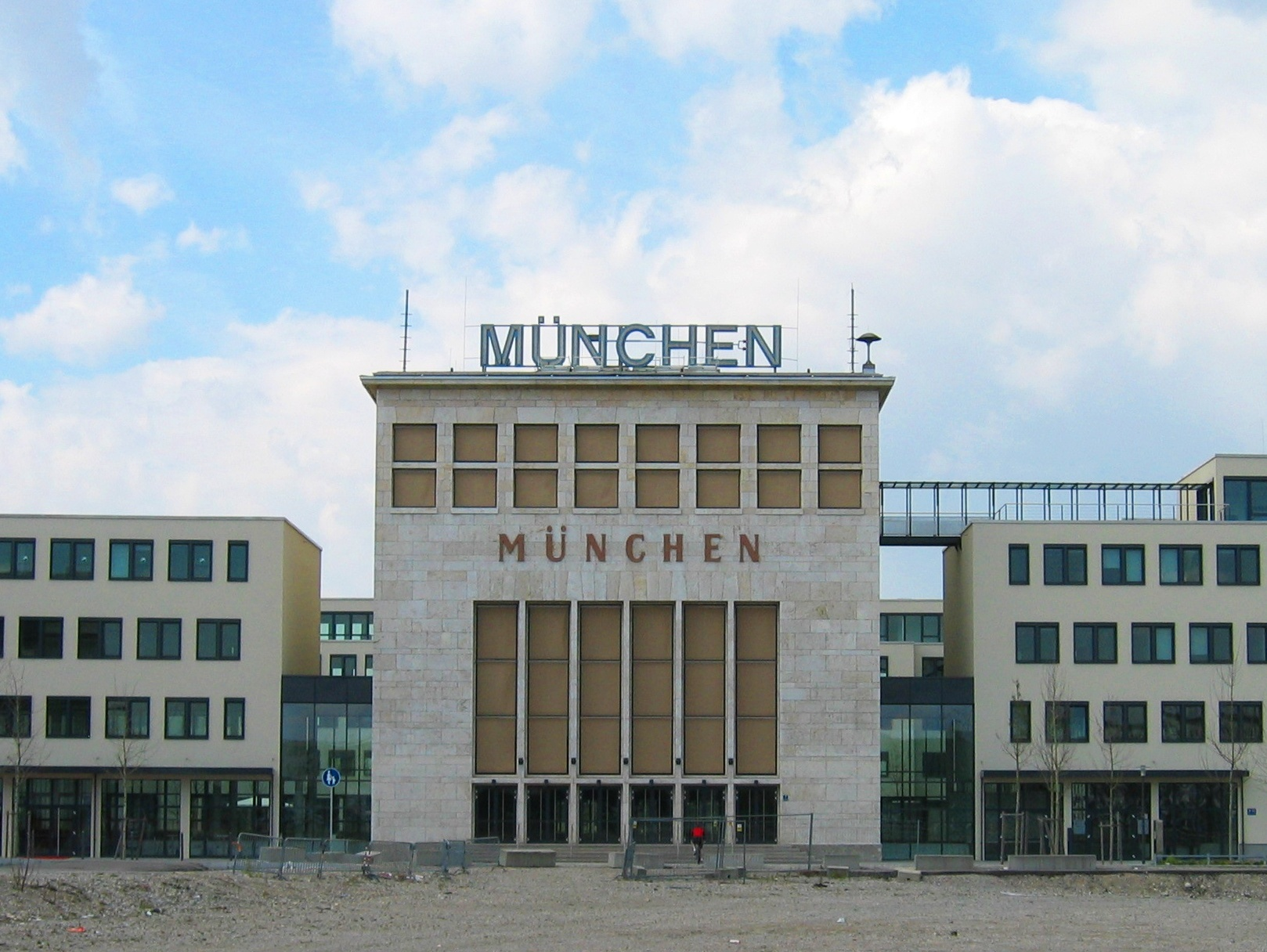
Flughafen München-Riem

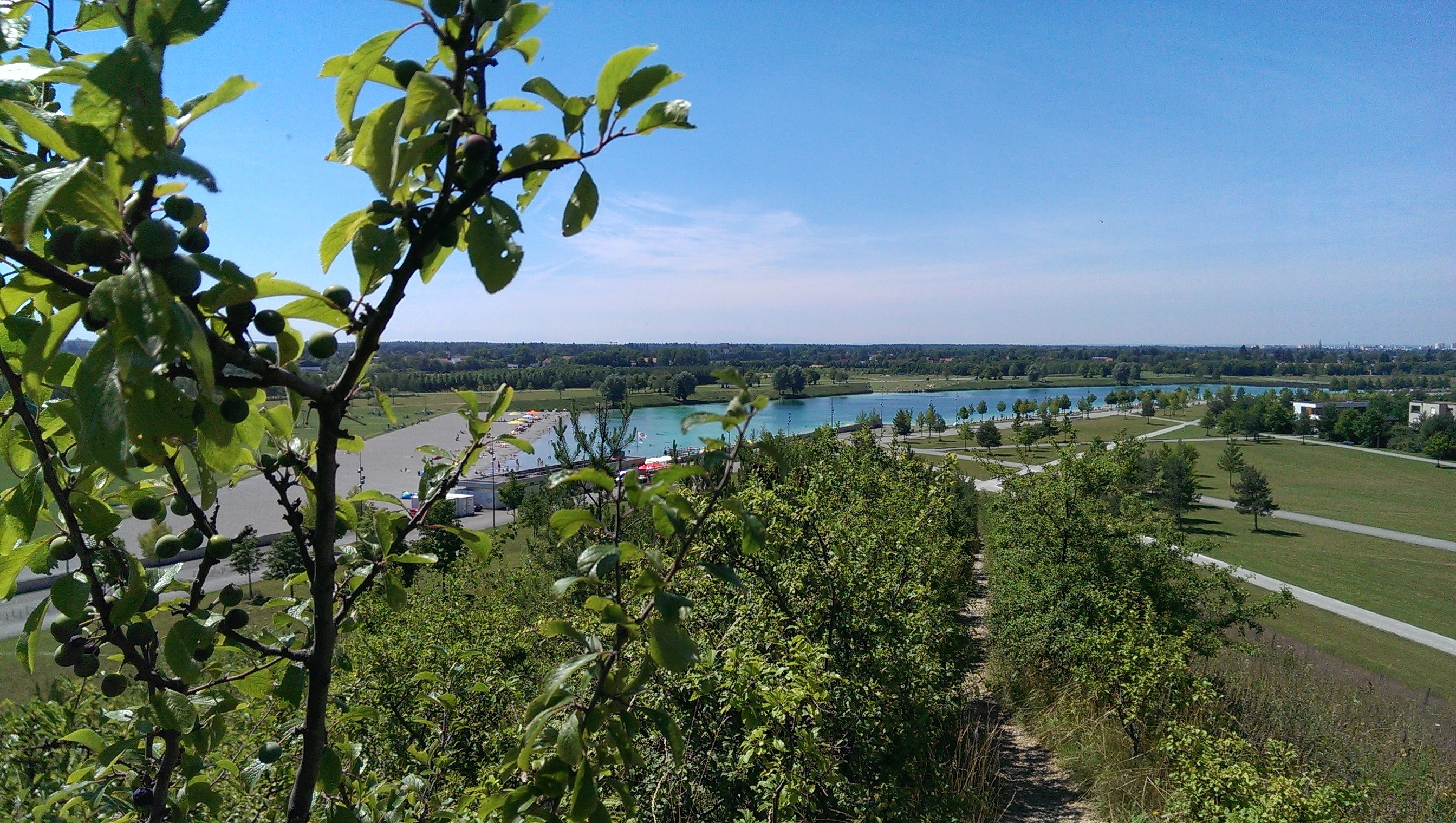
Riemer Park

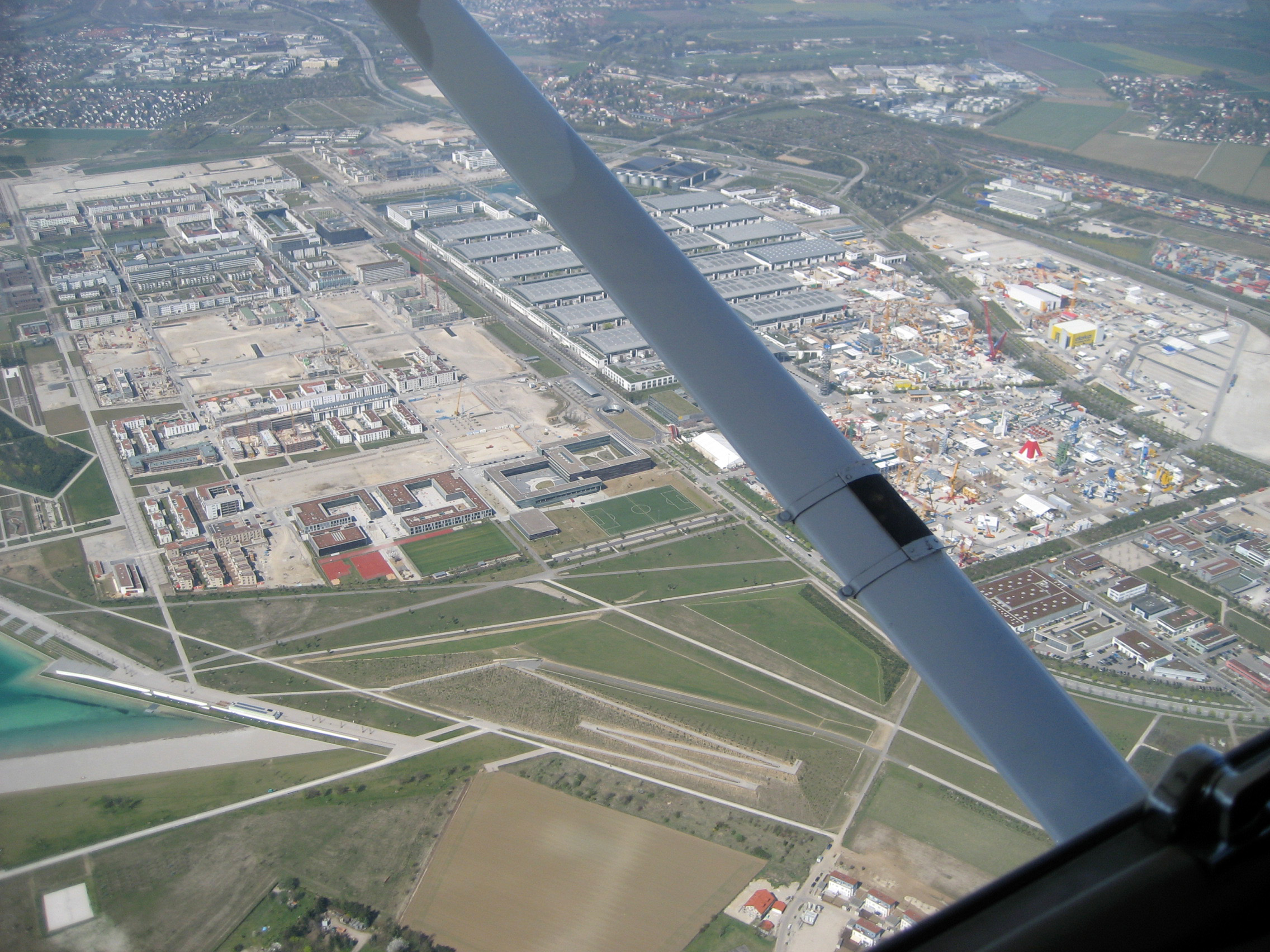
Luftbild der Messestadt Riem (links) und der Messe München (rechts)

Auf Riemer Gebiet wurden viele archäologische Funde gemacht, die ältesten stammen aus der Zeit um 700 v. Chr. Die urkundliche Erstnennung von Riem wird auf 957/972 datiert (nach anderen Quellen 788), doch wurde Riem vermutlich schon um 700 von einem fränkischen Ritter gegründet, der sich mit seinen Leibeigenen dort niederließ. Der Name Riema, der wohl im 9. Jahrhundert entstand, wird von einigen auf die Bedeutung „Gürtel“ zurückgeführt, da der ursprüngliche Ort mit seinen Höfen wie ein Gürtel um die Kirche herumgebaut sei. Er wird von anderen Stimmen aber auch als „Niederlassung am Kanal“ oder „an der Traufe“ gedeutet, was dieser Hypothese nach auf den Hüllgraben weist, einen Grundwasserstrom, der bei Riem an die Oberfläche tritt.
Im ehemaligen Dorf Riem steht die älteste Kirche des heutigen Stadtteils Trudering-Riem. 1183, etwa 200 Jahre nach der ersten Erwähnung Riems als Kirchdorf, ist der steinerne Bau der St.-Martins-Kirche schriftlich beurkundet. Riem war jahrhundertelang wichtige Poststation und Rastort für die Fuhrwerke auf der Strecke München–Mühldorf.
Ab 1818 war Riem eine selbstständige Gemeinde, später wurde es für einige Zeit der Gemeinde Dornach (heute Ortsteil von Aschheim) zugeschlagen. Von 1895 bis 1897 wurde die Galopprennbahn in Riem erbaut. Die Eingliederung in die Stadt München erfolgte am 1. Januar 1937. Von 1943 bis 1945 waren die KZ-Häftlinge des Außenlagers München-Riem des Konzentrationslagers Dachau in der dortigen SS-Reit- und Fahrschule interniert.
Das Reitstadion Riem wurde 1972 als Wettkampfstätte der Olympischen Sommerspiele 1972 errichtet.
Riem war bis 1992 Standort des Internationalen Flughafen München-Riem. Ab 1994 wurde auf einem Teil des alten Flughafengeländes das neue Messegelände und Wohnungen erbaut. Der Tower und die Wappenhalle blieben als Denkmäler erhalten. Der neu entstandene Ortsteil Messestadt Riem ist durch die Autobahn vom Ortsteil Riem getrennt.
Dort eröffnete 2004 in den Riem Arcaden ein neues Einkaufscenter mit Geschäften, Boutiquen, Restaurants und einem Hotel, daneben entstand ein ökumenisches Kirchenzentrum.
Der größere Teil des alten Flughafengeländes wurde zum Riemer Park umgestaltet, in dem vom 28. April bis zum 9. Oktober 2005 eine Bundesgartenschau präsentiert wurde.
Am 10. September 2006 zelebrierte Papst Benedikt XVI. auf dem Riemer Messegelände mit 250.000 Gläubigen eine Heilige Messe. Kein anderer befestigter Platz in der Stadt hat die hierfür erforderliche Größe. Es wurde ein großer Altar für diesen Zweck gebaut.

### Michaeliburg

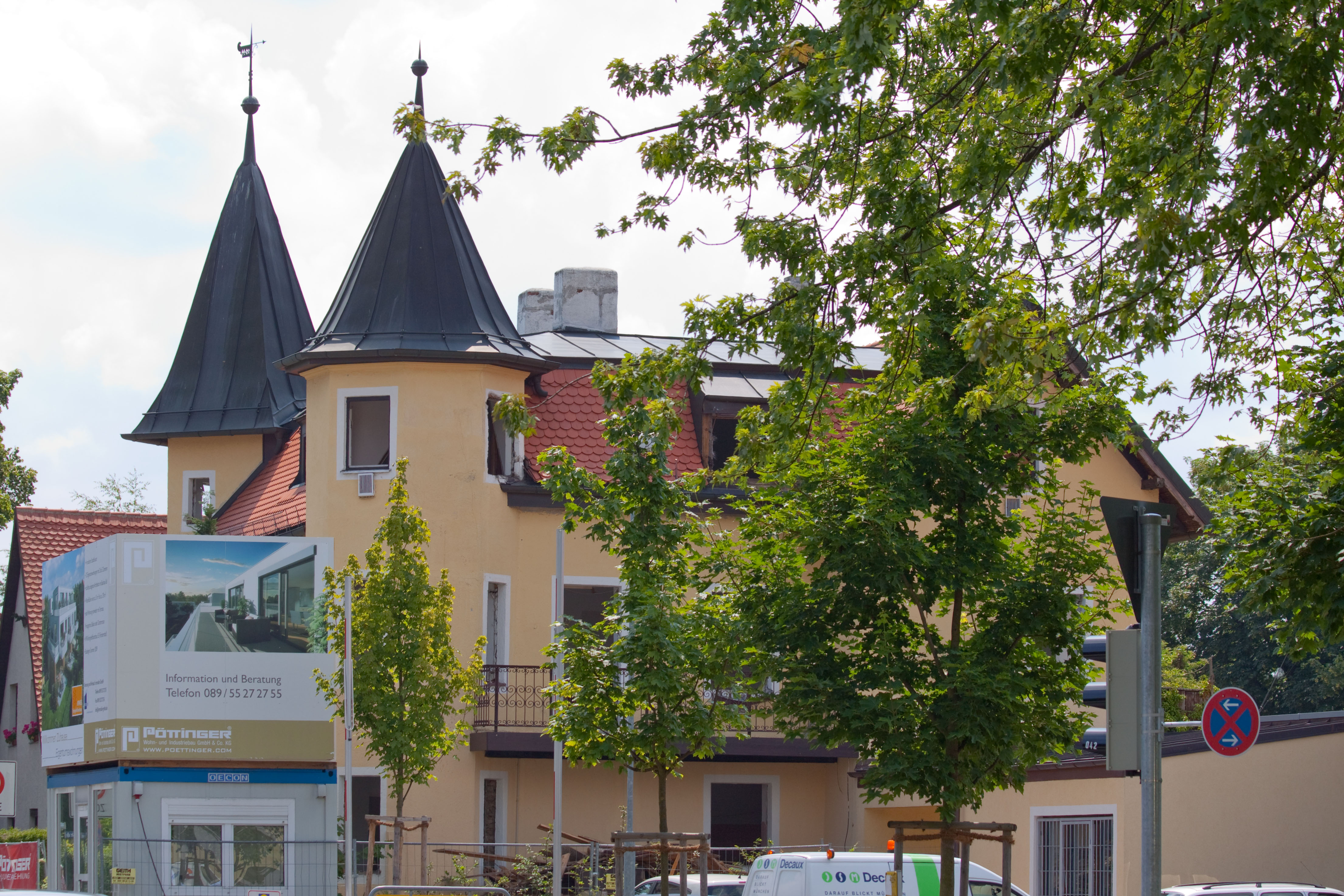
Die Michaeliburg am 2. Juli 2009

Die Siedlung Michaeliburg ist heute der südwestliche Teil des Unterbezirks Straßtrudering. Benannt ist sie nach dem ersten Siedler, Michael Obermeyer, dessen 1898 errichtetes Wirtshaus aufgrund seiner Türme einen burgähnlichen Charakter hat. Die zu Beginn des 20. Jahrhunderts entstandene Siedlung lag zum Teil auf Perlacher, zum Teil auf Truderinger Gemeindegebiet und wurde zusammen mit den Ursprungsgemeinden am 1. Januar 1930 bzw. am 1. April 1932 in die Stadt München eingegliedert.
Das nicht denkmalgeschützte Gebäude Michaeliburg wurde mittlerweile abgerissen und an dessen Stelle drei Mehrfamilienhäuser gebaut.

## Politik
- Linke: 1
- SPD: 6
- Grüne: 10
- FW/ÖDP: 2
- FDP: 1
- CSU: 11

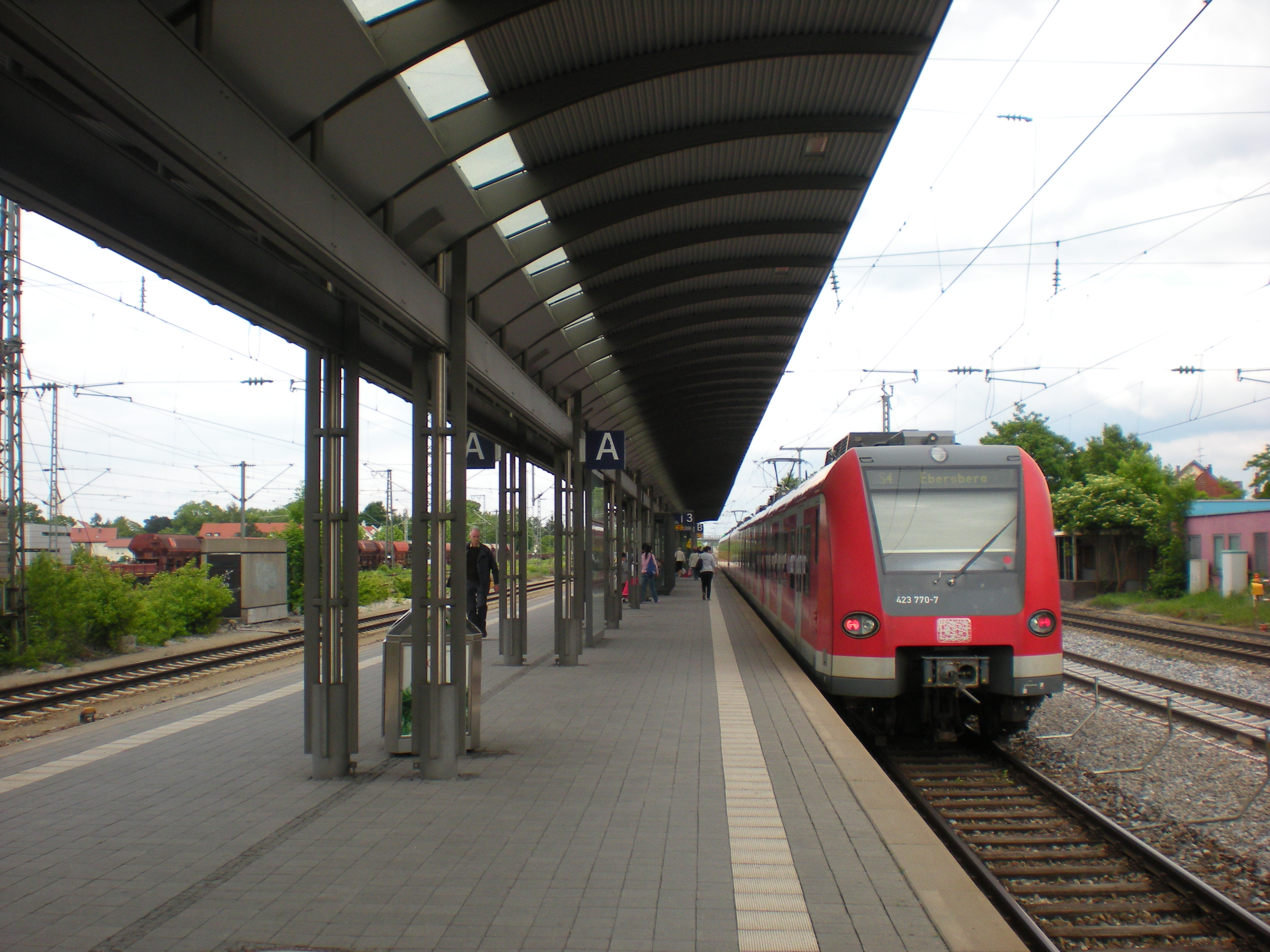
S-Bahnhof Trudering

Der Bezirksausschuss von Trudering-Riem wurde zuletzt am 15. März 2020 gewählt. Die Sitzverteilung lautet wie folgt: CSU 11, Grüne 10, SPD 6, FW 2, FDP 1 und Linke 1.

## Infrastruktur

### Verkehr

#### Straßenverkehr
Der Stadtbezirk ist über die Wasserburger Landstraße und die Kreillerstraße an den Mittleren Ring und an die A 99 angebunden. Die A 94 besitzt innerhalb des Bezirks drei Anschlussstellen. Zahlreiche Hauptstraßen erschließen die Stadtviertel und führen in die angrenzenden Münchner Stadtbezirke und Landkreisgemeinden.

#### Eisenbahn

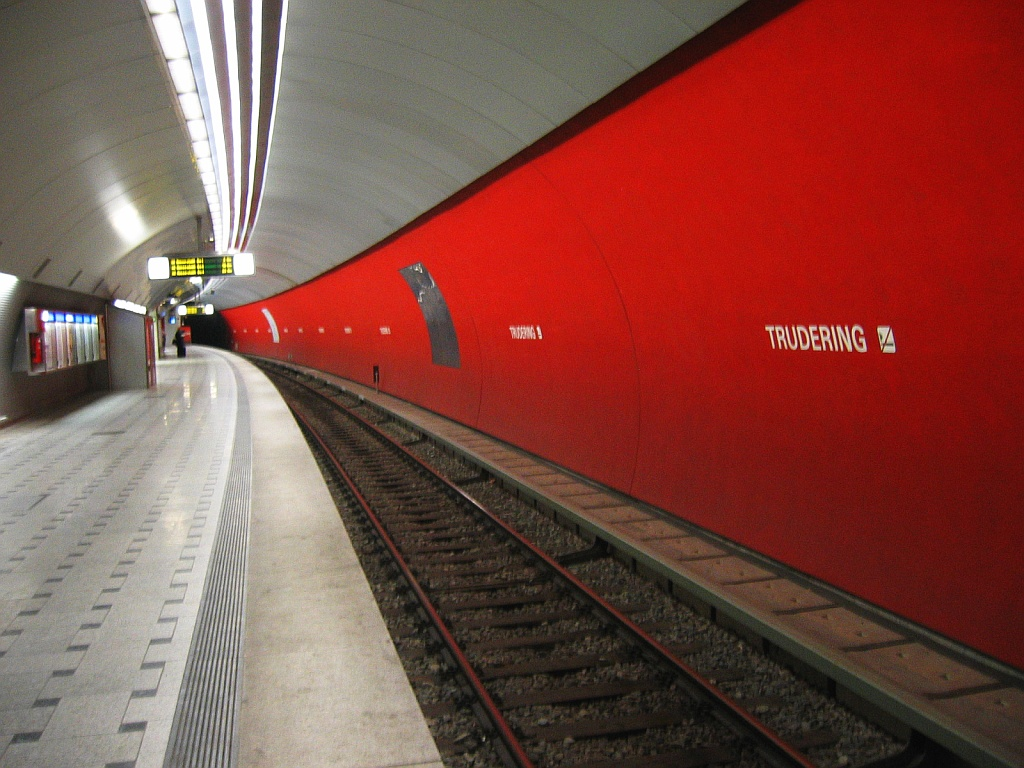
Der 1999 eröffnete U-Bahnhof Trudering

Auf dem Gebiet des Stadtbezirks Trudering-Riem verlaufen drei Eisenbahnstrecken. Die am 15. März 1871 eröffnete Bahnstrecke München–Rosenheim verläuft an der Grenze der Ortsteile Kirch- und Straß- bzw. Waldtrudering. Der Bahnhof Trudering ging mit der Bahnstrecke in Betrieb. Am 1. Mai 1871 wurde die Bahnstrecke München–Simbach in Betrieb genommen, diese bildet gleichzeitig bis zur Riemer Straße die nördliche Bezirksgrenze. Östlich des mit der Bahnstrecke eröffneten Bahnhofs München-Riem ist die Bahnstrecke die Stadtgrenze zum Landkreis München. Eine weitere nur vom Güterverkehr genutzte eingleisige Verbindungsstrecke bildet der am 5. Juni 1909 eröffnete Münchner Nordring, der innerhalb des Bezirks vom Bahnhof Trudering eine Verbindung zur Bahnstrecke München Ost–München Flughafen nach Daglfing herstellt.
Aufgrund der wichtigen Bedeutung als Fernverkehrslinie in Richtung Süden und Südosten wurde die Bahnstrecke nach Rosenheim schon 1892 zweigleisig ausgebaut. 1897 wurde der im Einzugsgebiet Truderings liegende Haltepunkt München-Berg am Laim eröffnet. Im Jahr 1927 folgte die Elektrifizierung, diese erfolgte vermutlich gleichzeitig mit der des Münchner Nordrings. Der Bahnhof Trudering war trotz der zahlreichen Schnellzüge auf der Strecke nur durch einfache Personenzüge an München angeschlossen. Ebenfalls zweigleisig ausgebaut wurde die Bahnstrecke nach Mühldorf. Mit der Inbetriebnahme des Münchner S-Bahn-Netzes wurde die Strecke auch elektrifiziert. Mit der Inbetriebnahme des S-Bahn-Netzes konnte neben einer schnelleren Verbindung in die Münchner Innenstadt auch ein neuer im Truderinger Einzugsbereich liegender Haltepunkt in Gronsdorf eröffnet werden. Die Bahnstrecke nach Rosenheim wird bis Grafing mit der S-Bahn-Linie 4 und 6 bedient, die Mühldorfer Strecke bis Markt Schwaben mit der S-Bahn-Linie 2.

Östlich des Bahnhofs München-Riem an der Bahnstrecke nach Mühldorf liegt der 1992 eröffnete Umschlagbahnhof der Deutsche-Bahn-Tochter Deutsche Umschlaggesellschaft Schiene-Straße (DUSS). Das DUSS-Terminal München-Riem ist mit zehn 700 m langen Gleisen das größte dieser Art in Deutschland. Jeweils fünf Gleise werden von einem Portalkran überspannt. 2012 wurde der Umschlagbahnhof mit weiteren fünf Gleisen und einem weiteren Portalkran erweitert.

#### Stadtverkehr
Im öffentlichen Nahverkehr ist für Trudering der U- und S-Bahnhof Trudering der zentrale Umsteigeknoten. Seit 1972 hält hier die S-Bahn, seit 1999 zusätzlich auch die U-Bahn. Aus den Wohngebieten verkehren die MVG-Buslinien 139, 185, 192, 193 und 194 zum Truderinger Bahnhof.
An das Münchner Nachtliniennetz ist Trudering erst seit Dezember 2007 angeschlossen. Von der Endstation St.-Veit-Straße der Tram-Nachtlinie N19 ausgehend, bedient die Linie N79 in den Nächten vor Samstagen, Sonn- und Feiertagen die Unterbezirke Neutrudering, Gartenstadt Trudering, Waldtrudering und Straßtrudering.
Die Messestadt Riem ist über die U-Bahnhöfe Messestadt West und Messestadt Ost der 1999 verlängerten U-Bahn-Linie 2 an das öffentliche Nahverkehrsnetz angeschlossen. Den zentralen Umsteigeknoten innerhalb der Messestadt bildet die Station Messestadt West, in der neben der U-Bahn auch die Buslinien 139, 183, 190, 234, 263 und 264 halten, die die in der Nähe liegenden Wohngebiete und das Münchner Umland mit der U-Bahn-Station verknüpfen. Den Verkehrsknoten in Alt-Riem bildet der Bahnhof München-Riem. In diesem verkehrt neben der S-Bahn-Linie 2 die Buslinien 190, 194, 263 und 264. Die Buslinie 183 verläuft ebenfalls durch Alt-Riem, diese verkehrt jedoch südlich des Bahnhofs Riem vorbei. Im Nachtverkehr sind Riem und die Messestadt über die täglich verkehrende Buslinie N74 erschlossen.
Der U-Bahnhof Moosfeld sowie der S-Bahnhof Gronsdorf erschließen kleinere Einzugsgebiete.

### Gewerbe- und Dienstleistungsstruktur
Geschäfte des täglichen Bedarfs und Supermärkte sind hauptsächlich an der Truderinger Straße im Bereich Schmuckerweg (Truderinger Stachus), an der Wasserburger Landstraße im Bereich Phantasiestraße sowie seit einigen Jahren auch im Neubaugebiet an der Friedenspromenade zu finden. Abseits der Hauptverkehrsachsen sind in Trudering über weite Strecken keinerlei Geschäfte zu finden. Entlang der Wasserburger Landstraße als Hauptverkehrsachse hat sich zudem eine beachtliche Zahl an Autohändlern, Tankstellen und Fast-Food-Restaurants angesiedelt.
In der Messestadt Riem befindet sich das Einkaufszentrum Riem Arcaden.
Da Trudering-Riem überwiegend ein Wohnviertel ist, sind größere zusammenhängende Gewerbegebiete nur im Moosfeld entlang des Stahlgruberrings sowie in den Randbereichen der Messestadt Riem zu finden.
Die Brauerei des Staatlichen Hofbräuhauses wurde in den Achtzigerjahren vom Hofbräukeller in Haidhausen nach Riem in die Nähe der Bundesautobahn 94 verlagert.
In Waldtrudering ist an der Wasserburger Landstraße eine mittelgroße Zweigstelle der Münchner Stadtbibliothek untergebracht.
Das Bayerische Rote Kreuz, Kreisverband München unterhält im alten Truderinger Rathaus in der Truderinger Straße 288 die Rettungswache Trudering mit 5 Einsatzfahrzeugen (ein Rettungswagen mit 24-Stunden-Bereitschaft, ein weiterer Rettungswagen von 6 bis 22 Uhr, zwei Krankenwagen mit jeweils 8-Stunden- bzw. 6-Stunden-Bereitschaft und ein SEG-Fahrzeug mit 24-Stunden-Bereitschaft, welches im Großschadensfall zum Einsatz kommt).
Von der Rettungswache werden das komplette Gebiet von Trudering-Riem sowie umliegende Stadtteile und Gemeinden versorgt.

### Schulen
Im Stadtbezirk 15 finden sich sieben Grundschulen und zwei Hauptschulen, davon zwei Grundschulen und eine Hauptschule in der Messestadt Riem. Hinzu kommt seit 2005 eine private Realschule nahe dem Truderinger Bahnhof. Der Bau eines eigenen Truderinger Gymnasiums an der Friedenspromenade wurde 2009 vom Münchner Stadtrat beschlossen, der Baubeginn war 2011. Die Eröffnung fand 2013 statt. Bis dato wird bzw. wurde die Versorgung mit öffentlichen Realschulen und Gymnasien durch die Schulen in den Nachbarstadtteilen Berg am Laim und Neuperlach übernommen. Die MRG Münchner Raumentwicklungsgesellschaft mbH realisierte das Großprojekt eines Bildungscampus. Baustart war im Herbst 2019. Die für September 2022 geplante Übergabe des Gymnasiums an die ersten Schulklassen musste wegen der corona- und krisenbedingten Lieferengpässe auf das Jahr 2023 verschoben werden. 2023 wurde dann der Bildungscampus Riem eröffnet.
In Riem befindet sich die Staatliche Berufsschule München-Land für die Ausbildungsberufe Landwirt, Hauswirtschafter und Pferdewirt.

### Soziale und kulturelle Einrichtungen

#### Nachbarschaftstreff Trudering

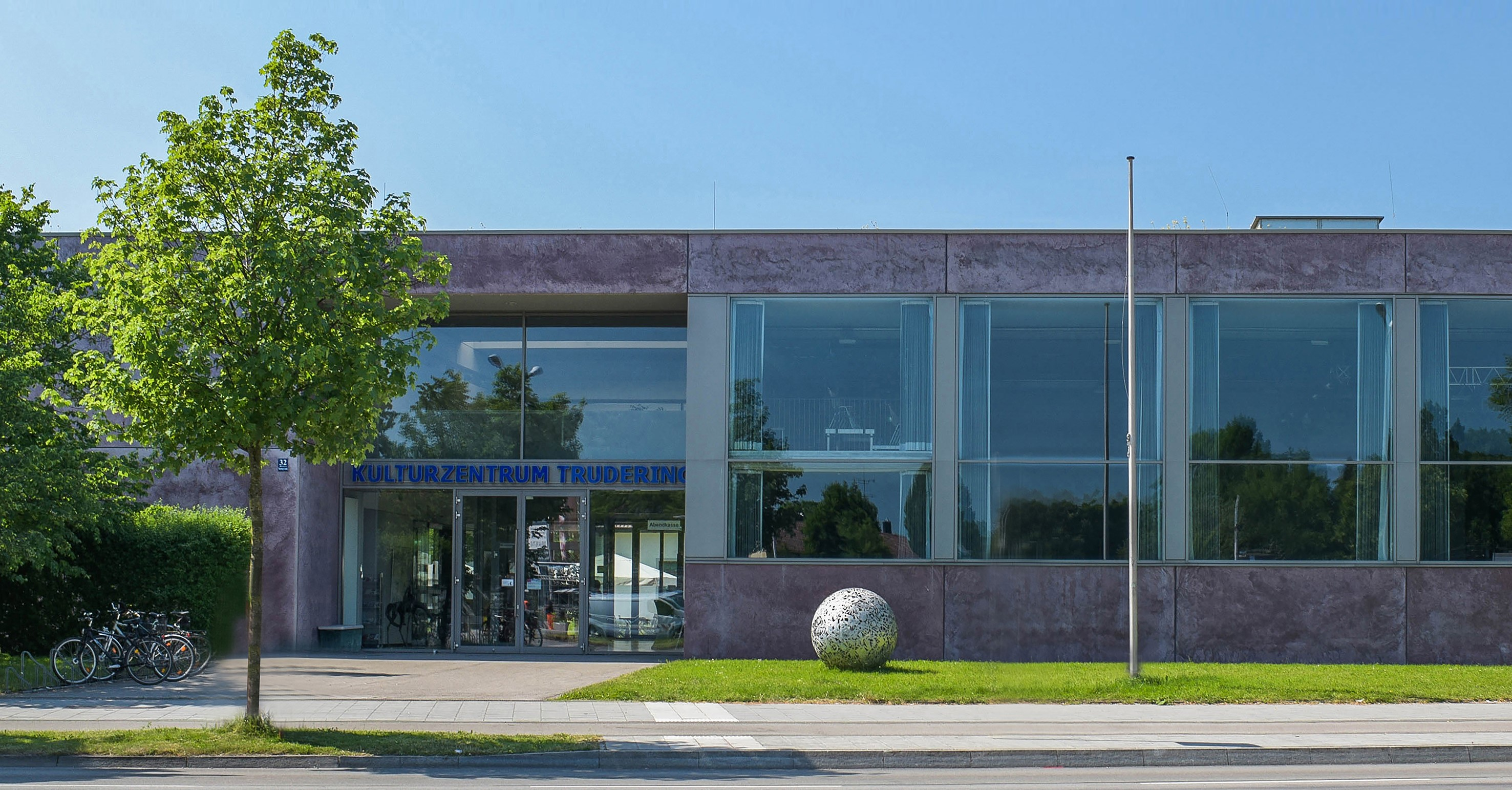
Das Kulturzentrum Trudering an der Wasserburger Landstraße.

Der Nachbarschaftstreff Trudering ist eine Einrichtung unter der Trägerschaft des Vereins für Sozialarbeit e. V. mit der Zielsetzung, die Bürger sozial zu vernetzen. So werden beispielsweise Räume für gemeinsame Aktivitäten zur Verfügung gestellt. Er wurde 2014 ins Leben gerufen.

#### Kulturzentrum Trudering
Das Kulturzentrum Trudering wurde 2005 unter dem Trägerverein Bürgerzentrum Trudering e. V. gebaut und veranstaltet seit dem Kulturveranstaltungen und Feste und ist der Tagungsort des Bezirksausschusses 15.
Es ist einer der größten Stadtteil-Kulturzentren Münchens und zählt im Jahr ca. 45.000 Besucher.

### Sportverein
- Mit dem Floorball-Club München (FBCM) ist ein Floorball-Bundesligist in der Messestadt Riem beheimatet. Die Herren spielen 2023/24 in der höchsten deutschen Spielklasse.[21]

- Der in Trudering ansässige FC Stern München ist für seine langjährige Nachwuchsarbeit im Mädchen- und Frauenfußball bekannt. Die erste Frauen-Fußballmannschaft spielt seit 2012 durchgehend in der viertklassigen Bayernliga.[22]

- Die Handballer des TSV Trudering waren bereits in der Regionalliga Süd (dritte Spielklasse) sowie im DHB-Pokal vertreten.

- Der TSV Maccabi München mit Sitz in der Riemer Straße 300 ist der einzige deutsch-jüdische Verein in München. Gegründet wurde der Verein 1965 von Überlebenden des Holocaust.

Weitere, nur lokal bedeutende Sportvereine im Stadtbezirk sind FC Dreistern Neutrudering, SV Gartenstadt Trudering, SC Arcadia Messestadt und TSV Waldtrudering.

### Kirchen

#### Katholisch
- Christi Himmelfahrt in Waldtrudering
- St. Florian in der Messestadt Riem
- St. Franz Xaver in Trudering
- St. Martin in Alt-Riem
- St. Peter und Paul in Kirchtrudering
- St. Augustinus in Michaeliburg/Straßtrudering

#### Evangelisch
- Friedenskirche in Trudering
- Die Sophienkirche in der Messestadt Riem wurde 2005 eingeweiht.[23] Die Pfarrgemeinde nutzt das ökumenische Gemeindezentrum gemeinsam mit der katholischen Gemeinde St. Florian.

## Baudenkmäler
- Liste der Baudenkmäler in Trudering
- Liste der Baudenkmäler in Riem

## Statistik und Einwohnerentwicklung
(Stand jeweils am 31. Dezember, Einwohner mit Hauptwohnsitz)
| Jahr | Einwohner | davon Ausländer | Einwohner je km² |
| ---- | --------- | --------------- | ---------------- |
| 2000 | 42.996    | 05.828 (13,6 %) | 1.915            |
| 2001 | 45.403    | 06.687 (14,7 %) | 2.022            |
| 2002 | 47.186    | 07.456 (15,8 %) | 2.101            |
| 2003 | 47.919    | 07.493 (15,6 %) | 2.134            |
| 2004 | 48.914    | 07.546 (15,4 %) | 2.178            |
| 2005 | 50.990    | 08.032 (15,8 %) | 2.271            |
| 2006 | 53.915    | 08.723 (16,2 %) | 2.402            |
| 2007 | 56.487    | 09.223 (16,3 %) | 2.516            |
| 2008 | 59.031    | 09.876 (16,7 %) | 2.628            |
| 2009 | 60.879    | 10.321 (17,0 %) | 2.710            |
| 2010 | 62.756    | 11.078 (17,7 %) | 2.795            |
| 2011 | 64.983    | 12.173 (18,7 %) | 2.895            |
| 2012 | 65.869    | 12.466 (18,9 %) | 2.934            |
| 2013 | 67.009    | 13.023 (19,4 %) | 2.985            |
| 2014 | 68.063    | 13.747 (20,2 %) | 3.032            |
| 2015 | 69.830    | 14.849 (21,3 %) | 3.110            |
| 2016 | 71.448    | 16.239 (22,7 %) | 3.182            |
| 2017 | 72.006    | 16.225 (22,5 %) | 3.207            |
| 2018 | 73.206    | 17.039 (23,3 %) | 3.261            |
| 2019 | 73.479    | 17.206 (23,4 %) | 3.273            |
| 2020 | 74.456    | 17.647 (23,7 %) | 3.316            |
| 2021 | 74.884    | 17.834 (23,8 %) | 3.335            |
| 2022 | 76.002    | 18.989 (25,0 %) | 3.385            |
| 2023 | 75.728    | 18.893 (24,9 %) | 3.373            |
| 2024 | 76.280    | 19.517 (25,6 %) | 3.397            |

Quelle mit weiteren Daten
Der starke Anstieg der Einwohnerzahlen in Trudering-Riem (von 35.394 im Jahr 1987 auf über 65.000 Einwohner 2012, entsprechend +86 Prozent) ist neben einer kontinuierlichen Nachverdichtung vor allem auf die zahlreichen Neubaugebiete zurückzuführen, die ab Mitte der 1990er Jahre entstanden sind. Auf dem Gelände des ehemaligen Flughafens entstand der neue Stadtteil Messestadt Riem mit insgesamt ca. 5500 Wohnungen.